# Angelina Mango
Angelina Mango (n. 10 aprilie 2001, Maratea, Basilicata, Italia) este o cântăreață și compozitoare italiană. Ea a devenit proeminentă după ce single-urile sale „ Ci pensiamo domani ” și „ Che t’o dico a fa” au atins apogeul în top zece în topul italian de single-uri în 2023. Amândoi au fost precedați de lansarea celei de-a doua piese extinse Voglia di vivere, care a ajuns pe locul doi în topul italian al albumelor . În 2023, a participat la cea de-a douăzeci și doua ediție a concursului de talente Amici di Maria De Filippi, terminând pe locul al doilea și câștigând categoria canto. 
Mango a câștigat Festivalul de Muzică de la Sanremo 2024 cu piesa ei „ La noia ”, și a reprezentat Italia la Concursul Muzical Eurovision 2024 unde s-a clasat pe locul 7.

## Biografie
Angelina Mango s-a născut pe 10 aprilie 2001 în Maratea, în provincia Potenza, Basilicata, din Laura Valente, fostă cântăreață a trupei Matia Bazar, și Giuseppe Mango, cunoscut sub numele de Mango.      A crescut în Lagonegro, tot în provincia Potenza, împreună cu fratele ei mai mare Filippo (născut în 1995), cu care împărtășește o pasiune pentru muzică.   Crescând într-un mediu muzical de familie, a învățat să cânte și să cânte la pian și la chitară.   La vârsta de 5 ani s-a apucat de dans, pe care l-a practicat timp de 10 ani. S-a alăturat unei trupe de cover-uri ca cântăreață, unde fratele ei cânta la tobe, cântând în mai multe cluburi din jurul orașului natal. Ea și-a făcut prima apariție în studio la 10 ani la Mango, La terra degli aquiloni, ca solist , iar mai târziu a interpretat „ Get Back ” de The Beatles în duet cu tatăl ei, pe ultimul său disc L'amore è invisibile . 
În septembrie 2014, s-a înscris la liceo scientifico, înainte de a-și suspenda studiile după moartea tatălui ei, la 8 decembrie 2014.   În 2016, s-a mutat împreună cu familia la Milano, unde și-a continuat studiile și a început să cânte într-o trupă alături de fratele ei ca toboșar. 

## Carieră

### 2020–2021:Monolocale
Pe 13 noiembrie 2020, Mango a lansat primul ei single „Va tutto bene”, care anticipa piesa ei de debut extinsă Monolocale .     În 2021, ea a deschis concertele turneului Parola de Giovanni Caccamo și Michele Placido, concertând în noiembrie 2021 în timpul Săptămânii Muzicii de la Milano.  În aceeași perioadă, a participat la selecțiile de la Sanremo Giovani, cu piesa „La tua buona colazione”, nefiind selectată printre finaliste.   

### 2022–2023: Participarea laAmicișiVoglia di vivereEP

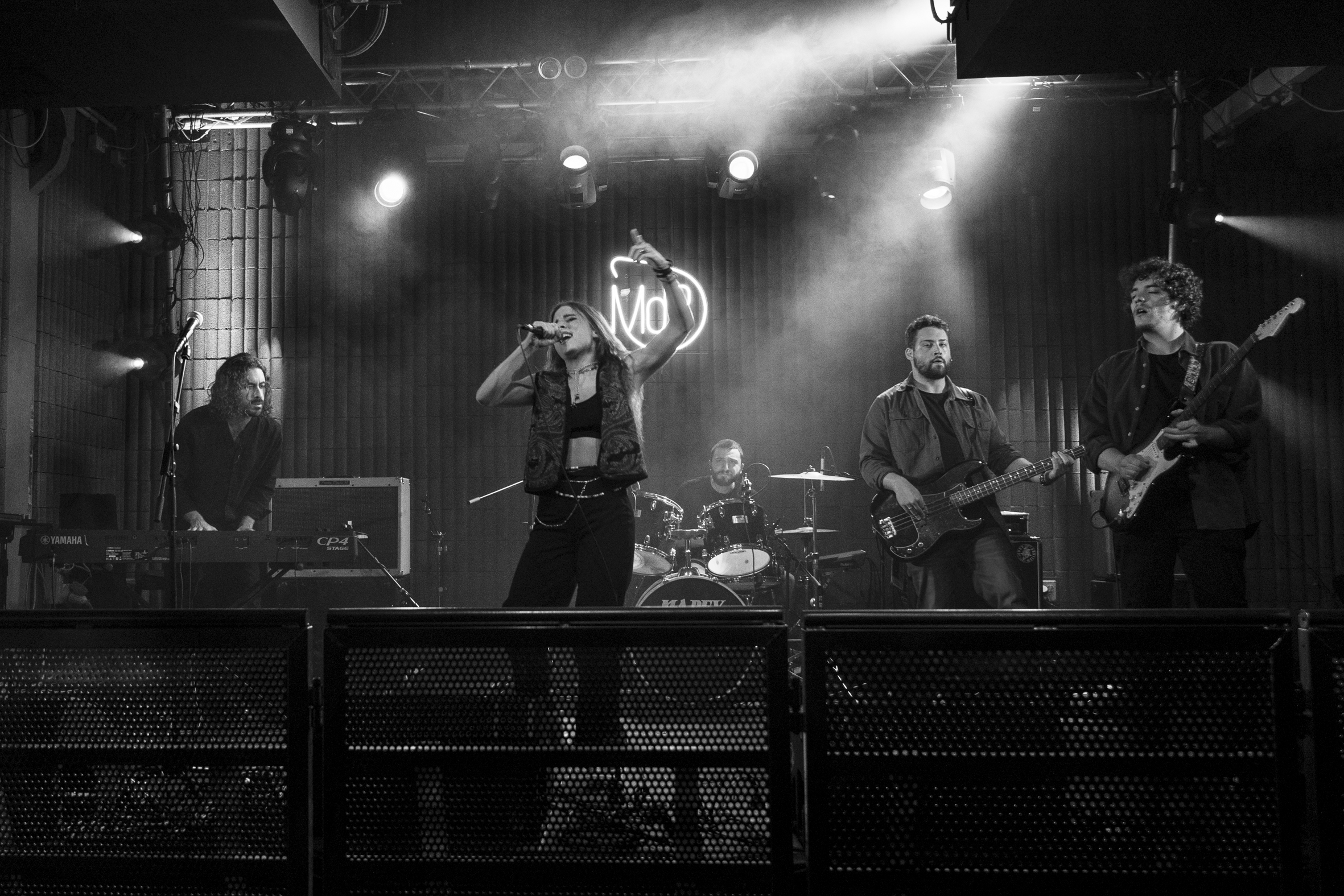
Mango cântă live în 2022

După ce a semnat un contract cu Sony Music și a început să scrie și să producă noi melodii împreună cu producătorul Enrico Bruni, Mango a participat la Concerto de Primo Maggio și în Musica da bere, în 2022, unde a câștigat Premiul Live .   Tot în același an, a început să publice câteva single-uri, printre care „Formica”, „Walkman” (produs de Tiziano Ferro ),  și „Rituali”. În septembrie 2022, a participat ca invitată la programul difuzat pe Rai 3 Via dei Matti nr . 
În noiembrie 2022, Mango a fost admisă în calitate de concurent la cea de-a douăzeci și doua ediție a show-ului de talente muzicale difuzat pe Canale 5, Amici di Maria De Filippi, în care a terminat pe locul doi și a câștigat la categoria canto.   Ea a deschis concertul Elisei la Auditorium Parco della Musica din Roma în decembrie și a jucat la concertul difuzat pe Canale 5, Capodanno in musica .   În timpul participării sale la Amici, a lansat single-urile „ Voglia di vivere ” și „Mani vuote”.  
Pe 12 mai 2023, Mango a lansat single-ul „ Ci pensiamo domani ”, care anticipa EP-ul Voglia di vivere, lansat pe 19 mai 2023.   „Ci pensiamo domani” a ajuns în top zece în topul single-urilor și a fost certificat de 4 ori platină pentru vânzări de peste 400.000 de exemplare.  EP-ul a debutat pe locul doi în topul albumelor italiene și a fost certificat de aur pentru vânzări de peste 25.000 de copii.   În iunie și iulie 2023, a participat la câteva festivaluri organizate de marii radiodifuzori naționali și de televiziune, printre care Battiti Live și TIM Summer Hits .    Pe 6 octombrie 2023, ea a lansat single-ul „ Che t’o dico a fa ”, care a ajuns pe locul doi în topul italian de single-uri și a fost certificat dublu platină. 

### 2024: Festivalul Sanremo și Concursul Muzical Eurovision

Sigla lui Mango, folosită din 2024

Angelina Mango a concurat și a câștigat Festivalul de Muzică de la Sanremo 2024 cu piesa „ La noia ”.   Ea a interpretat și o versiune rearanjată a „ La rondine ”, interpretată inițial de tatăl ei, ocupând locul 2 în cea de-a patra seară dedicată cover-urilor live.  În dimineața după victoria ei, ea a confirmat că va reprezenta Italia la Eurovision Song Contest 2024 . 
În urma concursului, Mango este programat să cânte la Festivalul Isle of Wight pe 22 iunie 2024.   